# Campeonato Carioca de Futebol de 1989 - Terceira Divisão
O Campeonato Carioca da Terceira Divisão de 1989 foi uma edição da terceira divisão do campeonato estadual de futebol profissional do Rio de Janeiro. A competição foi organizada pela Federação de Futebol do Estado do Rio de Janeiro (FERJ).
Ao final da disputa, sagrou-se campeão o Rio das Ostras e vice-campeão o Tamoio, ambos promovidos para a Segunda Divisão de 1990.

## Participantes
- Campos Atlético Associação, de Campos
- Cantagalo Esporte Clube, de Cantagalo
- Canto do Rio Futebol Clube, de Niterói
- Associação Atlética Caxias, de Duque de Caxias
- Céres Futebol Clube, do Rio de Janeiro
- Cruzeiro Futebol Clube, de Niterói
- Entrerriense Futebol Clube, de Três Rios
- Itaguaí Atlético Clube, de Itaguaí
- Miracema Futebol Clube, de Miracema
- Pavunense Futebol Clube, do Rio de Janeiro
- Portela Atlético Clube, de Miguel Pereira
- Rio das Ostras Futebol Clube, de Rio das Ostras
- Esporte Clube São João, de Casimiro de Abreu
- Saquarema Futebol Clube, de Saquarema
- Tamoio Futebol Clube, de Duque de Caxias
- Teresópolis Futebol Clube, de Teresópolis
- Tupy Sport Club, de Paracambi
- Associação Atlética Volantes, de Nova Iguaçu